# Vermaziyar
Vermaziyar är en ort i Azerbajdzjan.   Den ligger i distriktet Nachitjevan, i den sydvästra delen av landet, 400 km väster om huvudstaden Baku. Vermaziyar ligger 795 meter över havet och antalet invånare är 1 237.
Terrängen runt Vermaziyar är huvudsakligen platt, men österut är den kuperad. Närmaste större samhälle är Yenidzha, 8,1 km nordväst om Vermaziyar.
Trakten runt Vermaziyar består till största delen av jordbruksmark. Runt Vermaziyar är det ganska tätbefolkat, med 90 invånare per kvadratkilometer.